# Колобова (деревня)
Колобова — деревня в Тугулымском городском округе Свердловской области, России.

## Географическое положение
Деревня Колобова муниципального образования «Тугулымского городского округа» расположена в 5 километрах к востоку от посёлка Тугулым (по автотрассе в 5 километрах), на правой берегу реки Айба (левого притока реки Пышма). Через деревню походит Сибирский тракт, в деревне имеется железнодорожная станция «о.п. 2089 км» Транссибирской железной дороги.

## Население
| 2002 | 2010 | 2021 |
| ---- | ---- | ---- |
| 169  | ↘156 | ↘61  |